# Маслякова, Галина Никифоровна
Галина Никифоровна Маслякова — российский патологоанатом и преподаватель из Саратова. Доктор медицинских наук (2004), доцент, профессор. Заведует кафедрой СГМУ им. В. И. Разумовского и является директором НИИ уронефрологии.

## Биография
Сначала Галина хотела стать прокурором, но после болезни и смерти отца сделала свой выбор в пользу медицины. Училась на педиатрическом факультете Саратовского медицинского института, который закончила в 1981 году. Не желая наблюдать страдания живых пациентов, решила стать патологоанатомом.
Является автором более 85 научных работ и учебных пособий.

## Избранные работы
- О сущности и значении диссеминированного внутрисосудистого свертывания крови в патологии (передовая статья). — Ж-л Тромбоз. Гемостаз. Реология. — № 1, 2005 г.
- Сравнительный анализ методов дооперационной морфологической верификации узловых поражений щитовидной железы у детей (статья) Казанский медицинский журнал, 2005 — Т LXXXI. (Соавторы: Д. А. Морозов, Ф. К. Напольников, А. Б. Бучарская).
- Инфекционно-токсический шок в акушерской практике (монография) Изд-во СГМУ, Саратов, 2006 (Соавторы: Степанов С. А., Василенко В. Л.)
- Туберкулез у детей и подростков (учебник для студентов медицинских ВУЗов / Под редакцией Л. Б. Худзик, Е. Я. Потаповой Е. А. Александровой). — Глава по морфологии туберкулеза. — Москва: изд-во «Медицина», 2004 г[6].

## Премии и награды
- Почётное звание «Заслуженный работник науки и образования» РАЕ[2]